# SDガンダム GGENERATION CROSS RAYS
『SDガンダム GGENERATION CROSS RAYS』（エスディーガンダム ジージェネレーション クロスレイズ）は、バンダイナムコエンターテインメントより2019年11月28日に発売されたPlayStation 4・Nintendo Switch・Microsoft Windows（Steam）用ゲームソフト。
Windows版の発売は『DA』以来となる。PS4版・Switch版の早期購入特典として、『SDガンダム GGENERATION モノアイガンダムズ』移植版のダウンロードコードが封入されていた。PS4版・Switch版限定の『プレミアムGサウンドエディション』には原作作品の主題歌や挿入歌が収録、Steam版限定の『デジタルデラックスエディション』には未来世紀、アフターウォー、正暦、アドバンスド・ジェネレーション、リギルド・センチュリー各作品の一部機体やキャラクターが追加される有料ダウンロードコンテンツのシーズンパスが同梱されている。PS4版・Switch版限定の『プラチナムエディション』には難易度・ステージなどが追加された『エキスパンション・パック』やシーズンパスを含めた各種ダウンロードコンテンツが全て同梱されている。
ゲームシステムは前作『GENESIS』のものを踏襲しながらも、ゲームコンセプトは『WARS』をベースとしており、ボイスやカットインなどキャラクターの演出に重きを置いている。。

## シナリオ
本作のシナリオはシリーズで初めて宇宙世紀作品が登場せず、アフターコロニー、コズミック・イラ、西暦、ポスト・ディザスターといった4つの世界観の作品のみで構成されている。シナリオ面では、『機動戦士ガンダム00F』『鉄血のオルフェンズ』『月鋼』が新たに収録されているほか、『ASTRAY』『X ASTRAY』『STARGAZER』『00』のセカンドシーズン、『劇場版00』がシリーズ初の本格的な原作再現となる。また、それ以外の作品では『ガンダムビルドファイターズ』『ガンダムビルドダイバーズ』、『SDガンダム外伝』などから一部の機体やキャラクターが登場する。宇宙世紀が存在しないため、クラップ級もしくはスペース・アーク級に分類されていたプレイヤー軍の初期艦であるキャリー・ベースが異なるデザインに変更になっている。

## システム
部隊編成ではこれまでのシリーズに存在した「戦艦グループ」に加えて、戦艦不要の「遊撃グループ」が新たに登場した。特定の敵キャラクター「アビリティホルダー」を倒してアビリティを入手する「アビリティGETシステム」、直接操作できないが一定時間経過後に派遣部隊に応じた作戦報酬を持ち帰ることのできる「グループ派遣」など、数々の新機軸が盛り込まれている。
ユニットの特殊能力は原作を忠実に再現したため、難易度は『GENESIS』以前よりも高くなっている。
なお、『OVER WORLD』以来となるカスタムサウンドトラック機能が復活している（Switch版は非対応）。PS4版はリモートプレイにも対応している。また、Switch版では通常版と『プレミアムGサウンドエディション』間でセーブデータを共有できない。

### 仕様変更
- サブフライトシステム（SFS）の配置と出撃に関する仕様が『PORTABLE』に近いものに変更された。グループ編成画面において各ユニット個別のSFSスロットに配置することで、SFSが配置されたユニットは出撃時にSFSに搭乗するようになった。
- ACEポイントが廃止された。キャピタルを支払うことでステータスを上昇、各ユニット・キャラクターで使用した強化ポイントを初期化できるように変更された。
- 専用機が設計できなくなった。
- ゲストユニットを生産リストに登録するGETゲージが累計式になり、登場ステージのみで最大まで溜めなくてもよくなった。
- 最終ステージをクリアすると難易度「HELL」が解禁。一部を除いたキャラクター固有アビリティ（『SEED』の「SEED」や、『00』の「イノベイター」など）を入手できるようになる。2020年に配信されたDLC「エキスパンション・パック」ではそれよりもさらに高い難易度の「インフェルノ」が収録された[15]。

## 登場人物・機体

### 登場声優の扱い
原作での担当声優が死去、もしくは引退、長期休養しているキャラクターの声の扱いについて一部変更がなされた。
- レディ・アンは緒乃冬華に変更された。
- カリス・ノーティラスは『機動戦士ガンダム エクストリームバーサス2』と同じく遠藤綾に変更された。
- クダル・カデルは『スーパーロボット大戦DD』と同じく川田紳司に変更された。

### 登場作品
作品名の後ろに☆印があるものはダウンロードコンテンツおよびプラチナムエディションで追加された。また、DLC「エキスパンション・パック」ではハルファスガンダムをはじめとするGジェネレーションシリーズのオリジナル機体・パイロットが登場している。
| - 機動武闘伝Gガンダム ☆ - 新機動戦記ガンダムW - 新機動戦記ガンダムW デュアルストーリー G-UNIT - 新機動戦記ガンダムW BATTLEFIELD OF PACIFIST - 新機動戦記ガンダムW Endless Waltz 敗者たちの栄光 - 新機動戦記ガンダムW Endless Waltz - 機動新世紀ガンダムX ☆ - 機動新世紀ガンダムX NEXT PROLOGUE ☆ - ∀ガンダム ☆ - 機動戦士ガンダムSEED - 機動戦士ガンダムSEED MSV - 機動戦士ガンダムSEED ASTRAY - 機動戦士ガンダムSEED ASTRAY R - 機動戦士ガンダムSEED ASTRAY B - 機動戦士ガンダムSEED X ASTRAY - 機動戦士ガンダムSEED DESTINY - 機動戦士ガンダムSEED DESTINY-MSV - 機動戦士ガンダムSEED DESTINY ASTRAY - 機動戦士ガンダムSEED C.E.73 STARGAZER - 機動戦士ガンダムSEED C.E.73 ΔASTRAY - 機動戦士ガンダムSEED FRAME ASTRAYS - 機動戦士ガンダムSEED VS ASTRAY - 機動戦士ガンダムSEED DESTINY ASTRAY R - 機動戦士ガンダムSEED DESTINY ASTRAY B - 機動戦士ガンダムSEED ASTRAY 天空の皇女 ☆ | - 機動戦士ガンダム00 - 機動戦士ガンダム00P - 機動戦士ガンダム00F - 機動戦士ガンダム00I - 機動戦士ガンダム00V - 機動戦士ガンダム00V戦記 - 劇場版 機動戦士ガンダム00 -A wakening of the Trailblazer- - 機動戦士ガンダム00I 2314 - 機動戦士ガンダムAGE ☆ - ガンダム Gのレコンギスタ ☆ - 機動戦士ガンダム 鉄血のオルフェンズ - 機動戦士ガンダム 鉄血のオルフェンズ 月鋼 - ガンダムビルドファイターズ - ガンダムビルドダイバーズ - SDガンダム外伝 - SDガンダムGX - SDガンダム GGENERATION モノアイガンダムズ ☆ |

### Gジェネシリーズオリジナル機体
フライター
本作を初出とする機体。大気圏内外で運用可能な無人MS輸送機。
トレイター
本作を初出とする機体。ブースターを増設して航続距離を延ばしたフライターの改良型。
キャリー・ベース
『PORTABLE』からのトムクリエイト系列に登場する練習艦で、本作ではデザインが変更され、プロフィールでは「様々な技術が各所に転用されているが各勢力との関連や開発経緯が不明」の万能戦艦とされている。

## 主題歌
オープニングテーマ「SUCCESS STORY」
作詞：松隈ケンタ・JxSxK / 作曲：松隈ケンタ / 編曲：SCRAMBLES / 歌：EMPiRE
エンディングテーマ「color」
作詞：みゆな / 作曲：THE CHARM PARK / 歌：みゆな

### サウンドエディション収録曲
『プレミアムGサウンドエディション』に収録されている楽曲。
新機動戦記ガンダムW
- JUST COMMUNICATION
歌：TWO-MIX
- RHYTHM EMOTION
歌：TWO-MIX

新機動戦記ガンダムW Endless Waltz
- WHITE REFLECTION
歌：TWO-MIX
- LAST IMPRESSION
歌：TWO-MIX

機動戦士ガンダムSEED
- INVOKE -インヴォーク-
歌：T.M.Revolution
- moment
歌：Vivian or Kazuma
- Believe
歌：玉置成実
- Realize
歌：玉置成実
- あんなに一緒だったのに
歌：See-Saw
- 暁の車
歌：FictionJunction YUUKA
- Meteor -ミーティア-
歌：T.M.Revolution
- FIND THE WAY
歌：中島美嘉

機動戦士ガンダムSEED MSV
- Zips
歌：T.M.Revolution

機動戦士ガンダムSEED DESTINY
- ignited -イグナイテッド-
歌：T.M.Revolution
- PRIDE
歌：HIGH and MIGHTY COLOR
- 僕たちの行方
歌：高橋瞳
- Wings of Words
歌：CHEMISTRY
- vestige -ヴェスティージ-
歌：T.M.Revolution
- 君は僕に似ている
歌：See-Saw

機動戦士ガンダムSEED C.E.73 STARGAZER
- STARGAZER ～星の扉
歌：根岸さとり

機動戦士ガンダム00
- DAYBREAK'S BELL
歌：L'Arc〜en〜Ciel
- Ash Like Snow
歌：the brilliant green
- 儚くも永久のカナシ
歌：UVERworld
- 泪のムコウ
歌：ステレオポニー
- trust you
歌：伊藤由奈

劇場版 機動戦士ガンダム00 -A wakening of the Trailblazer-
- クオリア
歌：UVERworld
- 閉ざされた世界
歌：THE BACK HORN
- もう何も怖くない、怖くはない
歌：石川智晶

機動戦士ガンダム 鉄血のオルフェンズ
- Raise your flag
歌：MAN WITH A MISSION
- Survivor
歌：BLUE ENCOUNT
- RAGE OF DUST
歌：SPYAIR
- Fighter
歌：KANA-BOON
- オルフェンズの涙
歌：MISIA
- フリージア
歌：Uru
- 戦火の灯火
歌：鈴華ゆう子

## 開発
今作の構想は、『GENESIS』開発中だった2016年夏から存在しており、2017年にプロジェクトとしてスタートした。
前作『GENESIS』が宇宙世紀100年の歴史を描くことを中心としていたことから、今作『CROSS RAYS』では、4つの新世紀を描くという方針が取られた。今作は「原作追体験型」に位置付けられ、それぞれの世界観を楽しみながら他作品のモビルスーツを活躍させるというかたちのクロスオーバーが取られた。参戦作品のうち、『機動戦士ガンダム 鉄血のオルフェンズ』は今作が『ジージェネ』シリーズ初参戦となるほか、『機動戦士ガンダム00』はこのタイプの作品での参戦は初めてである。『機動戦士ガンダムSEED』および『機動戦士ガンダムSEED DESTINY』は過去の『ジージェネ』シリーズに登場したことがあるものの、今作への参戦に当たっては再構成がなされた。この方針の背景には、ユニットモデルを頭身の高いものに作り直したことが挙げられる。
多くの人々に楽しんでもらいたいという意向からマルチプラットフォームとして展開された。また2019年初頭の時点では、Steam版にも繁体字ローカライズを実施する予定があった。

## 反響
ファミ通の馬波レイよると、「台北ゲームショウ」2019でPlayStation 4版がプレイアブル出展された際、来場者が殺到しあっという間に整理券がなくなったという。馬波は試遊版について、基本的なプレイフィールは『GENESIS』と変わらないものの、戦闘シーンは豪勢になっていたと述べている。